# 八久和ダム
八久和ダム（やくわダム）は、山形県鶴岡市八久和山、一級河川・赤川水系八久和川（梵字川の上流部分の別名とも、梵字川の支流ともいわれる）に建設されたダム。高さ97.5メートルの重力式コンクリートダムで、東北電力の発電用ダムである。同社の水力発電所・八久和発電所に送水し、最大6万300キロワットの電力を発生する。

## 歴史
八久和川は朝日山地・寒江山（標高1,694.9メートル）の北側に端を発する川で、源流部は出合川（でやがわ）と呼ばれる。文献によって梵字川の上流部の別名とも、梵字川の支流であるともされている（後者の場合、梵字川の水源は月山・湯殿山から流れ出る仙人沢であるという）。八久和川流域の地質は花崗岩であり、川の浸食によって深いV字谷が形成されているのが特徴である。戦後、日本発送電の分割・民営化により、1951年（昭和26年）に東北地方を供給エリアとする民間電力会社として発足した東北電力は、八久和発電所の建設を計画。八久和川に高さ97.5メートルの八久和ダムを建設し、貯えた約5,000万立方メートルもの水を八久和山（標高991.2メートル）を隔てて向こうを流れる大鳥川（赤川水系の本流である赤川の上流部の別名）へ落として発電するというものである。ダム建設に伴い、15世帯97人が下流の庄内平野の農地などへと移転することになった。
事業は1953年（昭和28年）に着手。洪水、豪雪、地質条件の悪さといった悪条件下にも屈することなく工事が進められた。工事にはのべ2,000人もの人員が動員され、大型の建設機械を導入することで工期の短縮を図った。1956年（昭和31年）、高さ28メートルという小規模なアーチ式コンクリートダムが完成し、これの送水により八久和発電所は出力2万4,900キロワットで運転を開始。そして1958年（昭和33年）に八久和ダムが完成し、これに伴い八久和発電所は当初計画通りの出力6万キロワットを達成した。その後、わずかな増出力を経て現在では6万300キロワットとなっている。1980年（昭和55年）からは酒田市にある東北電力酒田制御所からの遠隔操作によって運転されるようになり、発電所は無人化された。なお、完成当初は山形県内の水力発電所としては最大の出力を誇っていたが、1990年（平成2年）に本道寺発電所（7万5,000キロワット）が完成したため、現在では県内第2位に後退している。

## 周辺
鶴岡市中心市街地から赤川に沿って国道112号を南下、道の駅月山を過ぎると梵字川ダムに続いて月山ダムが現れる。月山ダムは国土交通省直轄の多目的ダムで、2001年（平成13年）に完成した、赤川水系で最も新しいダムである。ダム湖（人造湖）に架かるあさひ月山湖大橋を渡り、ノコト沢トンネルをくぐると、八久和ダムへとつながる八久和林道である。ただし、この道路は舗装はもちろん手入れすら満足になされていない。かつては八久和ダムに至る間に見られた切り立つ岩壁が八久和峡もしくは八久和渓谷と呼ばれ、名勝とうたわれたというが、現在では路上に草が生い茂り、人の行く手を阻んでいる。このため、大鳥川こと赤川本流沿いの山形県道349号鶴岡村上線から八久和峠を越えるルートが八久和ダムへ至る事実上唯一のルートである。
県道349号を上流に向かって進むと八久和発電所がある。八久和山や萱生峰（標高615メートル）の真下を貫通するトンネル水路を通じて八久和ダムから水を得ている。発電所の下流には新落合（しんおちあい）ダムがある。高さ15.5メートルの重力式コンクリートダムで、東北電力の発電用ダムである。同社の水力発電所・新落合発電所に送水し、最大2万キロワットの電力を発生する。赤川では八久和発電所建設と同時期に山形県の手による赤川総合開発事業が実行されており、八久和発電所からの大量の放流水が農業用水の取水に悪影響を及ぼさないよう、八久和発電所の逆調整池として1958年（昭和33年）に完成した。新落合ダムは八久和発電所からの水を一時的に貯え、新落合発電所を通じて常時一定量の水を赤川頭首工に供給している。
新落合ダムの下流には落合発電所がある。東北電力の水力発電所で、その前身は1900年（明治33年）に鶴岡水力電気によって建設された行沢発電所である。出力は当初わずか150キロワットに過ぎなかったが、1936年（昭和11年）に施された全面改造によって1,860キロワットへと向上している。しかし、取水口の上流に新落合ダムが完成して以降は、水が新落合発電所へとバイパスされてしまっている。このため、落合発電所が運転できるのは新落合ダムが放流している最中、おおむね毎年3月下旬から6月下旬および11月から2月上旬までの期間に限られる。
八久和発電所の上流には荒沢ダムがある。高さ63メートルの重力式コンクリートダムで、山形県営の多目的ダムである。赤川総合開発事業の一環として1955年（昭和30年）に完成した。荒沢ダムに貯えた水は倉沢発電所を通じて下流に放流されている。倉沢発電所の出力は1万3,600キロワットで、これは山形県営の水力発電所としては最大規模である。上流には寿岡（としおか）発電所（6,400キロワット）および蘇岡（そのおか）発電所（6,700キロワット）という2か所の県営発電所があり、発生した電力は東北電力を通じて一般に供給されている。

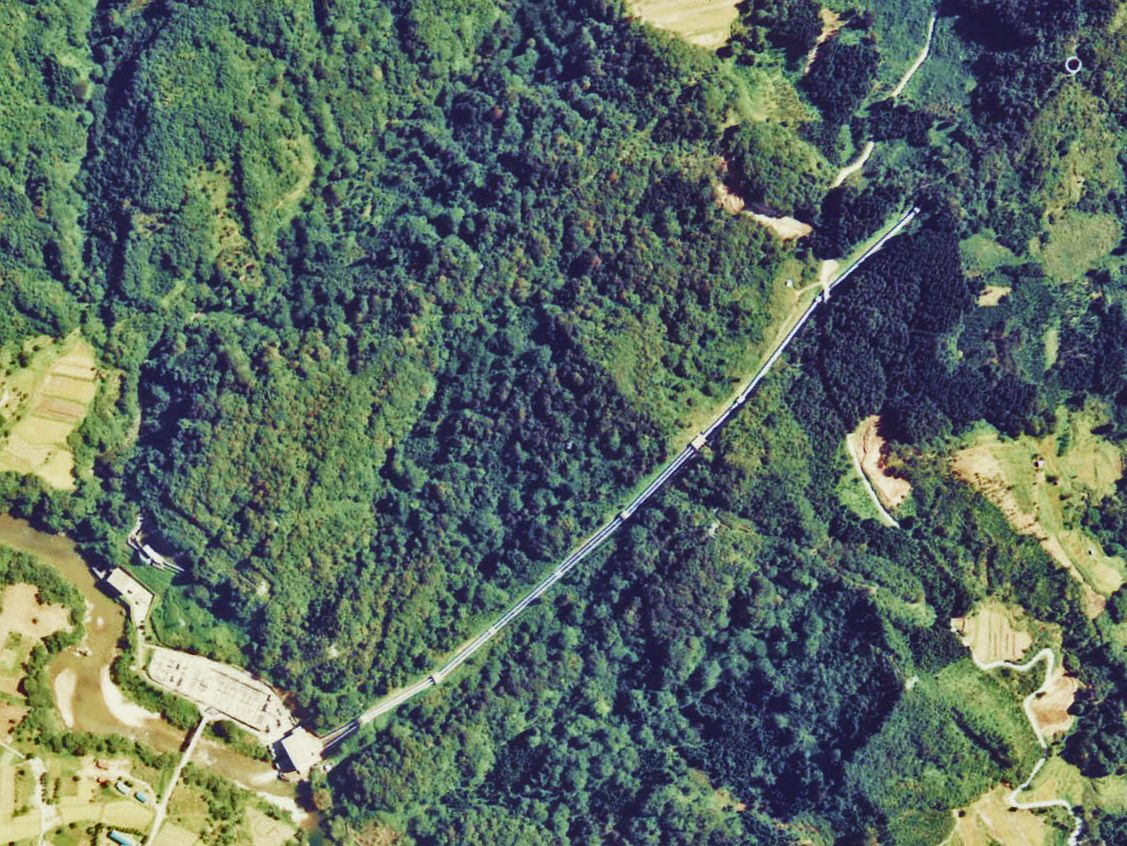
八久和発電所
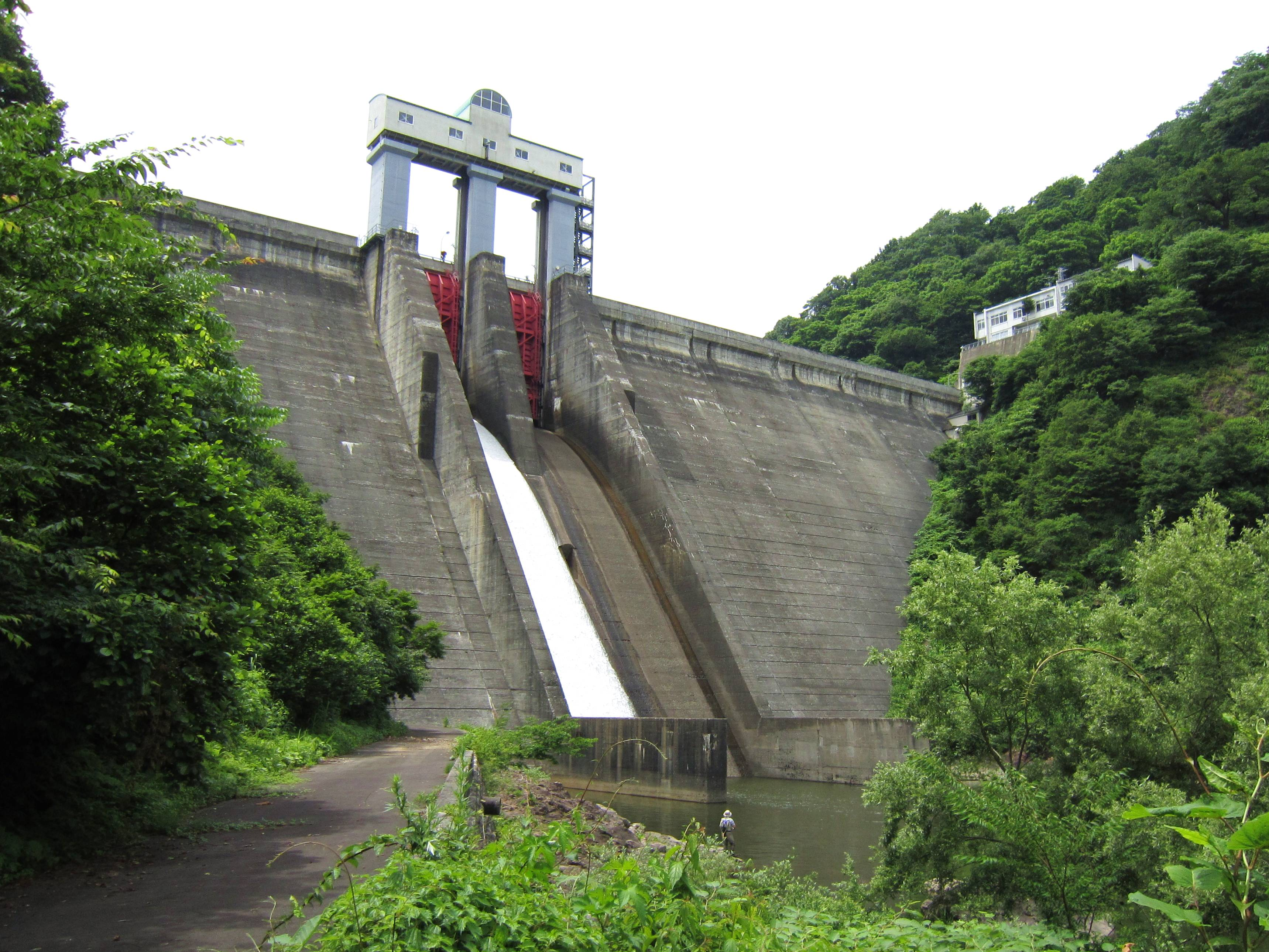
荒沢ダム

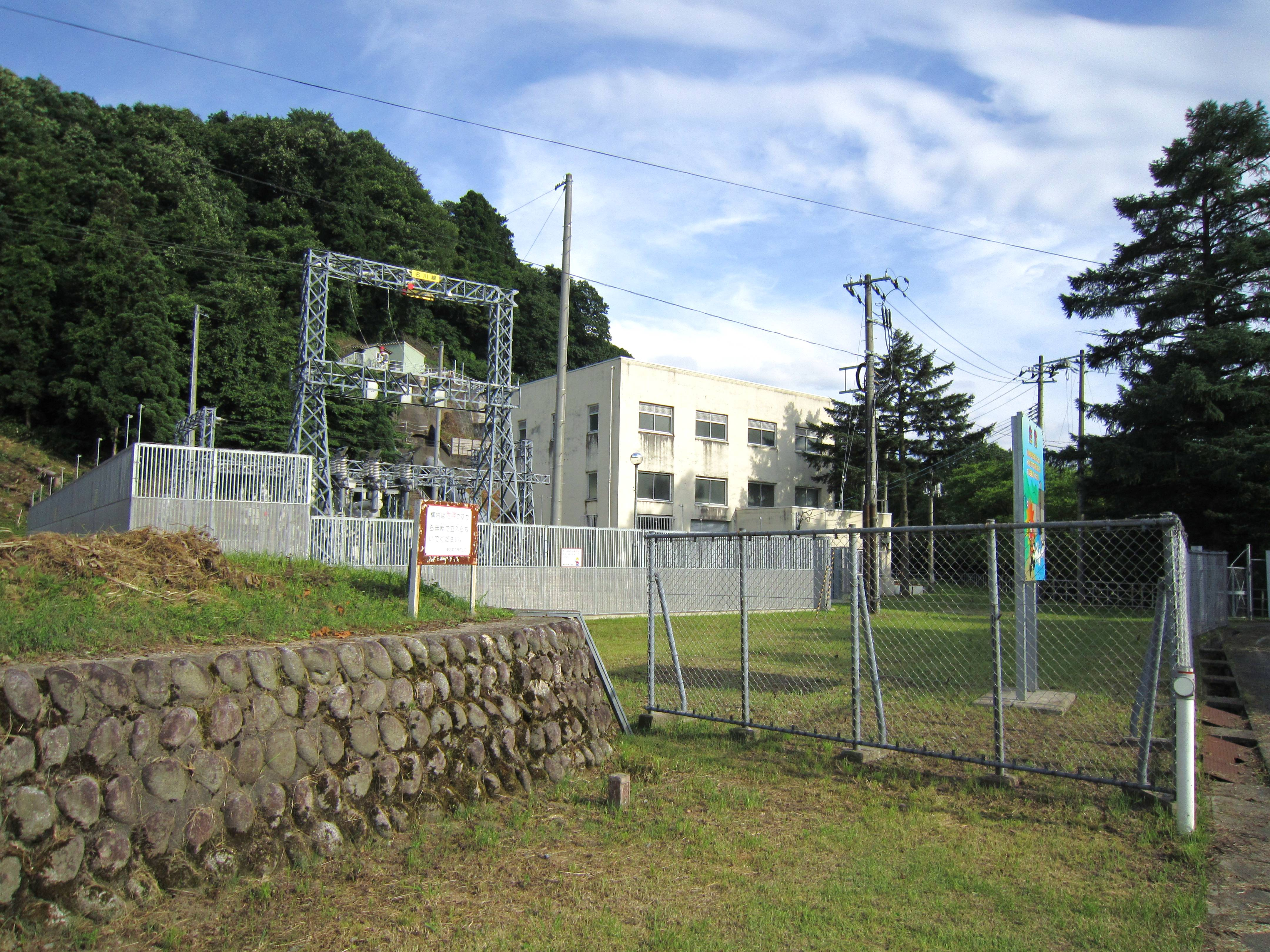
落合発電所
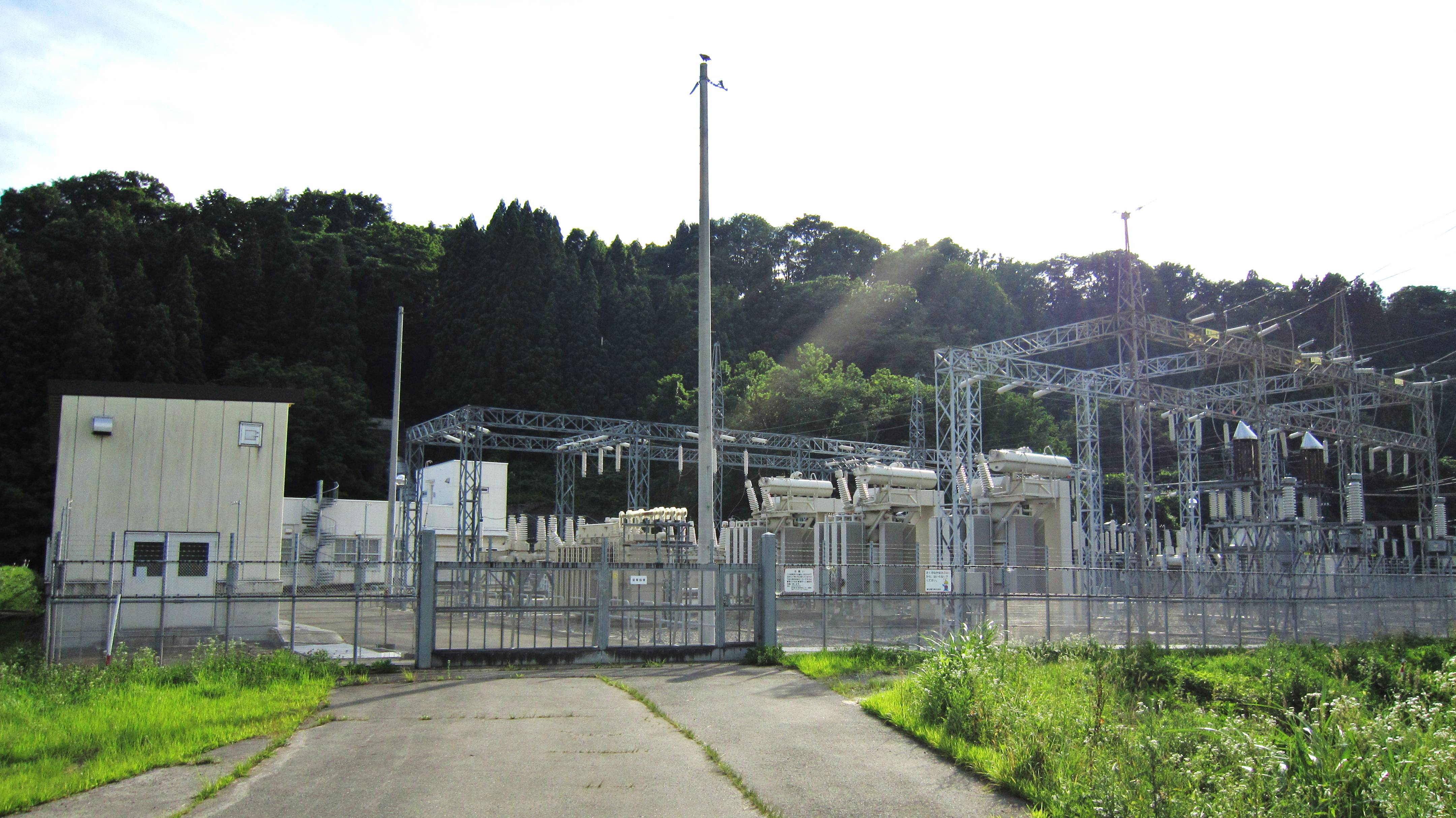
新落合発電所